# 心の糸
『心の糸』（こころのいと）は、2010年11月27日にNHK総合で放送されたスペシャルドラマ。視聴率は8.2%。制作はNHK名古屋放送局。
キャッチコピーは「ほどけて結んで人と人は強くなる」。

## 概要
耳の聞こえない母と、母からの期待を背負い目標に励む息子。石川県を舞台に、母と子たった2人で生きてきた親子のぶつかり合い、絆が描かれている。
ドラマ『星の金貨』で手話表現を描いた龍居由佳里が脚本を手掛け、耳の聞こえない設定の役を演じた松雪泰子と谷村美月、息子役を演じた神木隆之介は手話に挑戦している。
2011年2月8日にはBSハイビジョンで完全字幕版が放送された。

## 出演
永倉玲子：松雪泰子
生まれつき耳が聞こえない聾者。
明人を女手一つで育ててきた。音楽の才能がある息子をピアニストにさせる、という夢を生きがいとしている。
永倉明人：神木隆之介
玲子の1人息子（玲子の通訳役）。
幼い頃からピアノのレッスンに励んできたが、だんだんと玲子の期待を重荷に感じ始めている。
大貫いずみ：谷村美月
明人が街で出会った美容師見習い。
彼女も耳の聞こえない聾者だが、友人とバンドを組んでおり、自分なりの音楽を楽しんでいる。
都築翔太：染谷将太
明人の同級生。
明人にちょっかいを出す不真面目な不良だが、彼もまた暴力団関係者である親との関係や、自分が育ってきた環境に悩みを抱えている。
宮越圭子：山下容莉枝
明人が通うピアノ教室の講師。
明人の演奏を酷評する。
大貫和美：中島ひろ子
いずみの母。
丸橋郁雄：石橋蓮司
玲子が働く水産加工会社の社長。
永倉親子の良き理解者。

## スタッフ
- 作：龍居由佳里
- 演出：東山充裕
- 音楽：千住明
- 製作統括：土屋勝裕、磯智明

## 受賞
- 第47回シカゴ国際映画祭　ヒューゴ・テレビ賞「長編テレビ映画部門」 にて、最優秀作品賞である金賞（ゴールデン・ヒューゴ賞）を受賞
- 第51回モンテカルロ・テレビ祭（世界四大映像祭）にて、人間関係を描いた作品に贈られる特別賞「AMADE/ユネスコ賞」を受賞
- 2011年にアジア太平洋放送連合加盟局の番組に贈られる「ABU賞」テレビドラマ番組部門最優秀賞を受賞